# エアリム
エアリム(英語:Jearim)は、旧約聖書に登場するユダ族の相続地の北の国境に位置して、ユダ族、ダン族、ベニヤミン族の相続地の中間に位置する山である。エアリム山の北側が国境になっており、テサロンと同じであると言われる。
エルサレムの西16kmにある、今日のテスラであると言われる。